# Stazione di Trinitapoli-San Ferdinando di Puglia
La stazione di Trinitapoli è una stazione ferroviaria posta sulla linea Bologna-Bari. Sita nel centro abitato di Trinitapoli, serve anche l'adiacente località di San Ferdinando di Puglia.

## Strutture e impianti
L'impianto presenta un fabbricato viaggiatori che ospita la biglietteria self-service e la sala d'attesa. Dei quattro binari di cui dispone lo scalo, i primi tre sono utilizzati per il servizio viaggiatori, mentre l'ultimo binario è di servizio.

## Movimento
È servita dai treni regionali che collegano Foggia con Barletta e Bari.